# 1928-as Le Mans-i 24 órás verseny
A 6. Le Mans-i 24 órás versenyt 1928. június 16-án rendezték meg.

## Végeredmény
|    | Kategória | #  | Csapat                                 | Versenyzők                                  | Modell                            | Motor            | Körök |
| -- | --------- | -- | -------------------------------------- | ------------------------------------------- | --------------------------------- | ---------------- | ----- |
| 1  | 5.0       | 4  | Bentley Motors Ltd.                    | Woolf Barnato Bernard Rubin                 | Bentley 4½ Litre "Old Mother Gun" | Bentley 4.4L I6  | 154   |
| 2  | 5.0       | 1  | C.T. Weymann                           | Éduoard Brisson Robert Bloch                | Stutz DV16 Blackhawk              | Stutz 4.9L I8    | 153   |
| 3  | 5.0       | 8  | Nincs csapatnév                        | Henri Stoffel André Rossignol               | Chrysler 72 Six                   | Chrysler 4.1L I6 | 144   |
| 4  | 5.0       | 7  | Nincs csapatnév                        | Jean Ghica Cantacuzino G. Ghica Cantacuzino | Chrysler 72 Six                   | Chrysler 4.1L I6 | 139   |
| 5  | 5.0       | 3  | Bentley Motors Ltd.                    | Sir Henry Birkin Jean Chassagne             | Bentley 4½ Litre                  | Bentley 4.4L I6  | 135   |
| 6  | 1.5       | 27 | Nincs csapatnév                        | Maj. Maurice Harvey Harold Purdy            | Alvis TA                          | Alvis 1.5L I4    | 132   |
| 7  | 1.1       | 32 | Nincs csapatnév                        | Michel Doré Jean Treunet                    | B.N.C.                            | B.N.C. 1.1L I4   | 131   |
| 8  | 2.0       | 12 | Nincs csapatnév                        | Robert Benoist Christian Dauvergne          | Itala Tipo 61 S 2000              | Itala 2.0L I6    | 130   |
| 9  | 1.5       | 28 | Nincs csapatnév                        | S.C.H. Davis William Urquhart-Dykes         | Alvis TA                          | Alvis 1.5L I4    | 130   |
| 10 | 1.1       | 35 | Nincs csapatnév                        | Georges Casse André Rousseau                | Salmson GS                        | Salmson 1.1L I4  | 127   |
| 11 | 2.0       | 16 | F.E. Metcalfe                          | Andre d'Erlanger Douglas Hawkes             | Lagonda OH 2 Litre Speed          | Lagonda 2.0L I4  | 126   |
| 12 | 1.5       | 29 | Pierre Fenaille                        | Maurice Benoist Louis Balart                | Tracta                            | S.C.A.P. 1.5L I4 | 121   |
| 13 | 1.1       | 37 | No Team Name                           | Lucien Desvaux Pierre Goutte                | Lombard AL3                       | Lombard 1.1L I4  | 116   |
| 14 | 1.1       | 36 | Etablissements Henri Precioux (E.H.P.) | Guy Bouriat Pierre Bussienne                | E.H.P.                            | C.I.M.E. 1.1L I6 | 115   |
| 15 | 2.0       | 19 | Nincs csapatnév                        | Gaston Duval Gaston Mottet                  | S.A.R.A. SP7                      | S.A.R.A. 1.8L I6 | 114   |
| 16 | 1.1       | 31 | Pierre Fenaille                        | Roger Bourcier Hector Vasena                | Tracta                            | S.C.A.P. 1.1L I4 | 110   |
| 17 | 1.1       | 42 | Pierre Fenaille                        | Jean-Albert Grégoire Fernand Vallon         | Tracta                            | S.C.A.P. 1.1L I4 | 108   |

## Nem ért célba
|    | Kategória | #  | Csapat                           | Versenyzők                                    | Modell                        | Motor                | Körök |
| -- | --------- | -- | -------------------------------- | --------------------------------------------- | ----------------------------- | -------------------- | ----- |
| 18 | 1.5       | 24 | Nincs csapatnév                  | Henri Guilbert André Lefebvre                 | S.C.A.P.                      | S.C.A.P. 1.5L I4     | 95    |
| 19 | 1.1       | 39 | Nincs csapatnév                  | Lucien Lemesle Henry Godard                   | S.C.A.P.                      | S.C.A.P. 1.1L I4     | 91    |
| 20 | 1.5       | 26 | Aston Martin Ltd. Lord Charnwood | Jack Bezzant Cyril Paul                       | Aston Martin 1½ International | Aston Martin 1.5L I4 | 82    |
| 21 | 5.0       | 2  | Bentley Motors Ltd.              | Dr. Dudley Benjafield Frank Clement           | Bentley 4½ Litre              | Bentley 4.4L I6      | 71    |
| 22 | 5.0       | 5  | Nincs csapatnév                  | Cyril de Vere Louis Chiron                    | Chrysler 72                   | Chrysler 4.1L I6     | 66    |
| 23 | 1.1       | 41 | Nincs csapatnév                  | Fernand Gabriel Louis Paris                   | Ariés 8-10 CV                 | Ariés 1.1L I4        | 51    |
| 24 | 2.0       | 14 | Nincs csapatnév                  | Louis Charaval "Christian"                    | Itala Tipo 61 S 2000          | Itala 2.0L I6        | 50    |
| 25 | 1.5       | 21 | Nincs csapatnév                  | Henri De Cositer Sosthene de la Rochefoucauld | Alphi                         | Alphi 1.5L I4        | 45    |
| 26 | 1.5       | 25 | Aston Martin Ltd. Lord Charnwood | A.C. Bertelli Capt. George E.T. Eyston        | Aston Martin 1½ International | Aston Martin 1.5L I4 | 32    |
| 27 | 1.1       | 30 | Nincs csapatnév                  | J. Hasley Albert Perrot                       | Salmson GS                    | Salmson 1.1L I4      | 30    |
| 28 | 2.0       | 20 | Nincs csapatnév                  | Emile Maret Gonzaque Lécureul                 | S.A.R.A. SP7                  | S.A.R.A. 1.8L I6     | 25    |
| 29 | 2.0       | 18 | F.E. Metcalfe                    | Capt. R. Clive Gallop Maj. E.J. Hays          | Lagonda OH 2-Litre Speed      | Lagonda 2.0L I4      | 23    |
| 30 | 1.1       | 40 | Nincs csapatnév                  | Arthur Duray Roger Denalo                     | Ariés 8-10CV                  | Ariés 1.1L I4        | 22    |
| 31 | 2.0       | 15 | F.E. Metcalfe                    | F.H.P. Samuelson Frank King                   | Lagonda OH 2-Litre Speed      | Lagonda 2.0L I4      | 13    |
| 32 | 5.0       | 6  | Nincs csapatnév                  | Goffredo Zehender Jérôme Ledure               | Chrysler 72                   | Chrysler 4.1L I6     | 5     |
| 33 | 3.0       | 9  | Nincs csapatnév                  | Robert Laly Louis Rigal                       | Ariés Surbaissée 3-Litre      | Ariés 3.0L I4        | 3     |